# Arthur Magugu
Arthur Kinyanjui Magugu (* 1934; † 15. September 2012) war ein kenianischer Politiker, der von 1982 bis 1988 als Finanzminister des Landes amtierte. Er gehörte der KANU an. Von 1969 bis 1988 sowie von 2002 bis 2007 war er zudem Parlamentsabgeordneter in der Nationalversammlung.